# Frenicectomía
La frenicectomía es la extirpación quirúrgica de una parte del nervio frénico para paralizar el diafragma.
Sinóninos en desuso: "frenicoexéresis" y "freniconeurectomía".

## Frenicotomía
Es otra técnica diferente, ya que consiste en la sección quirúrgica del nervio frénico. 
Sinónimo en desuso: "freniconeurotomía".

## Indicación
Ambas técnicas quirúrgicas están indicadas para colapsar un pulmón. Mediante la extirpación o la sección de una parte del nervio frénico, se origina la parálisis del hemidiafragma del lado reseccionado y, por tanto, las vísceras abdominales se desplazan hacia la cavidad torácica, comprimiendo un pulmón.
Hasta bien entrado el siglo XX se usó como tratamiento quirúrgico de la tuberculosis, cuando se dispuso de un tratamiento farmacológico efectivo que permitió abandonar las diversas técnicas de "colapsoterapia", que consistían en la retracción mecánica del pulmón afectado para que permaneciera en reposo y comprimir las cavernas, evacuando su contenido y facilitando su cicatrización.